# Yakuhananomia uenoi
Yakuhananomia uenoi là một loài bọ cánh cứng trong họ Mordellidae. Loài này được Takakuwa miêu tả khoa học năm 1995.